# Split Screen

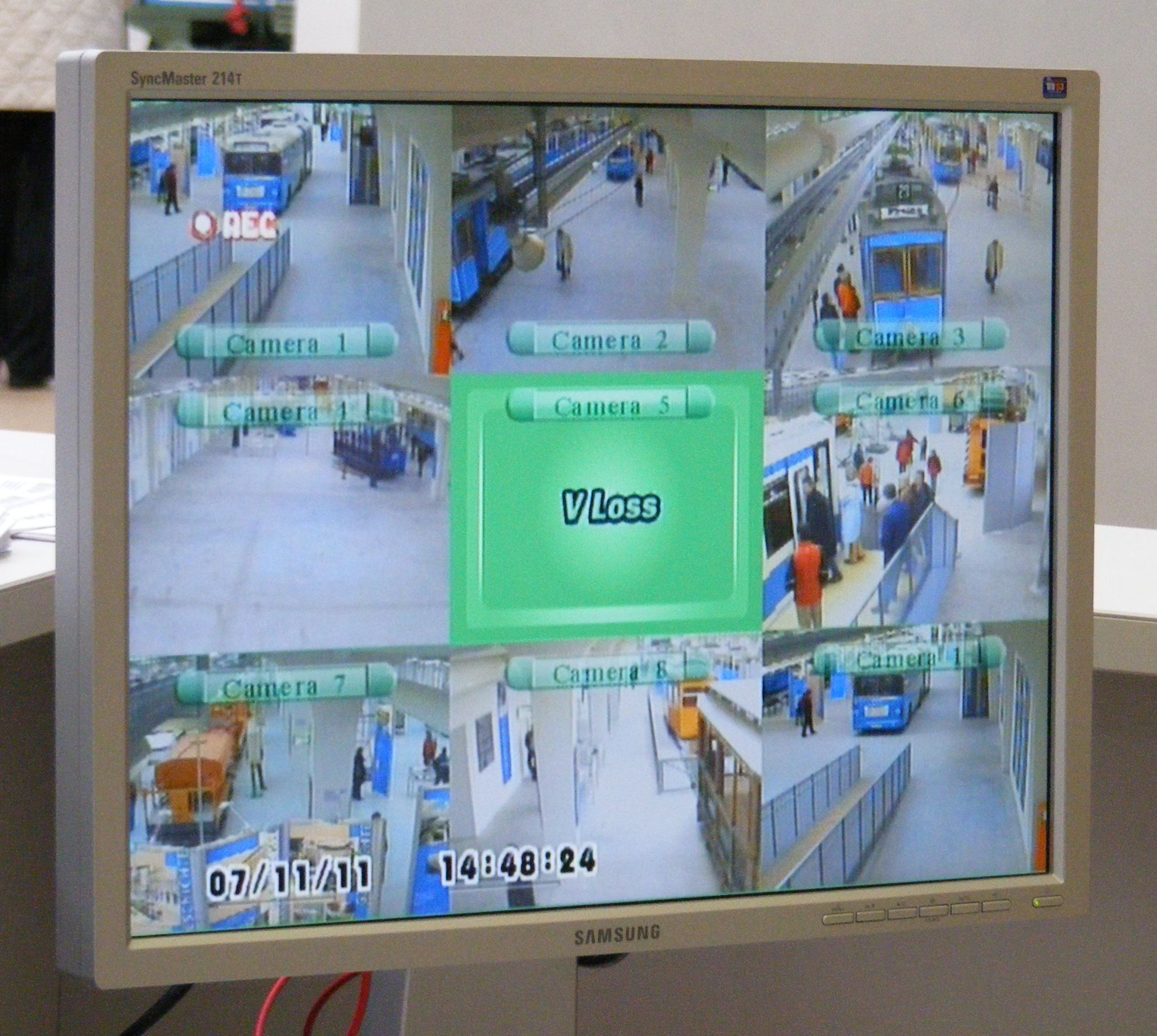
Split Screen einer Videoüberwachungsanlage

Split Screen oder Bildschirmaufteilung (wörtlich „geteilter Bildschirm“) ist eine in visuellen Medien verwendete Technik, die das Bild auf dem Bildschirm (engl. screen) in zwei (oder mehr) Bereiche aufteilt (engl. splittet), um zwei oder mehr Geschehnisse oder Bilder gleichzeitig zu zeigen.

## Film
Im Film war der Split Screen vor allem in den 1960er und 1970er Jahren eine sehr beliebte Technik, wobei das Verfahren selbst bereits in den 1920er Jahren von Abel Gance in seinem monumentalen Spielfilm Napoleon (1927) angewandt wurde. Vorreiter in den 60er Jahren war der US-amerikanische Künstler Andy Warhol in seinem Spielfilm Chelsea Girls (1966); ein weiteres berühmtes Beispiel ist der Woodstock-Film von Michael Wadleigh (1970). Der bekannteste Mainstream-Film dieser Epoche ist Thomas Crown ist nicht zu fassen (1968). Einer der prominentesten Beispiele der 70er-Jahre ist Brian De Palma, bei dem der Split Screen zu einem Markenzeichen und häufigem Stilmittel seiner Filme wurde.
Zumeist wird die Darstellung vertikal geteilt, um zum Beispiel zwei Telefonierende gleichzeitig zu zeigen. Der Effekt ist ähnlich dem der Parallelmontage, wirkt aber um einiges künstlicher. In Dr. Jekyll und Mr. Hyde (1931) wird das Bild hingegen diagonal geteilt und steht sinnbildlich für Jekylls Persönlichkeitsspaltung.
Split Screens, die aus mehreren, verschieden großen Elementen bestehen, sind u. a. zu sehen in:
- Napoleon (Abel Gance, 1927)
- Dr. Jekyll und Mr. Hyde (Rouben Mamoulian, 1931)
- Daleká Cesta (Die lange Reise, Alfréd Radok, 1948)
- Bettgeflüster (Michael Gordon, 1959)
- Grand Prix (John Frankenheimer, 1966)
- The Thomas Crown Affair (Thomas Crown ist nicht zu fassen, Norman Jewison, 1968)
- The Boston Strangler (Der Frauenmörder von Boston, Richard Fleischer, 1968)
- Woodstock (Michael Wadleigh, 1970)
- Andromeda – Tödlicher Staub aus dem All (1971) (Robert Wise, 1971)
- Sisters (Brian De Palma, 1973)
- … Jahr 2022 … die überleben wollen (Richard Fleischer, 1973)
- Carrie (Carrie – Des Satans jüngste Tochter, Brian De Palma, 1976)
- Twilight’s Last Gleaming (Das Ultimatum, Robert Aldrich, 1977)
- Harry und Sally (Rob Reiner, 1989)
- Out of Sight (Steven Soderbergh, 1998)
- Timecode (Mike Figgis, 1999)
- Requiem for a Dream (Darren Aronofsky, USA 2000)
- 24 (TV-Serie, ab 2001)[2]
- Paradise Omeros (Isaac Julien, 2002)
- Hulk (Comicverfilmung, Ang Lee, 2003)
- Tatsächlich… Liebe (Richard Curtis, 2003)
- Drake & Josh (2004)
- Sideways (Alexander Payne, 2004)
- Der Wixxer (Edgar-Wallace-Parodie, Tobi Baumann, Deutschland 2004)
- Charlie und die Schokoladenfabrik (Tim Burton, 2005)
- Crank (Jason Statham, 2006)
- Onze (Étienne Perrin, 2006)
- Into the Wild (Sean Penn, 2007)
- The Tracey Fragments (Bruce McDonald, 2007)
- Taking Woodstock (Ang Lee, 2009)
- ICarly (2009)
- Radio Rock Revolution (Richard Curtis, 2009)
- Duplicity – Gemeinsame Geheimsache (Tony Gilroy, 2009)
- Drei (Tom Tykwer, 2010)
- 127 Hours (Danny Boyle, 2011)
- Deckname Luna (Ute Wieland, 2012)
- Tatort: Im Namen des Vaters (2012)

## Duo-Vision
Duovison bezeichnet ein Verfahren das in den 1970er-Jahren in einigen US-amerikanischen Filmen im Rahmen des New Hollywood Anwendung fand, zum Beispiel bei Wicked, Wicked von 1973.
Dabei wird nicht nur ein Bild gleichzeitig, sondern zwei Bilder, entweder nebeneinander oder untereinander gezeigt. Damit kann eine Handlung aus zwei Blickwinkeln gezeigt werden, oder zwei parallel ablaufende Handlungen werden gleichzeitig gezeigt.
Einige wenige Filme wurden komplett mit aufgeteiltem Bild in Duovison gedreht. Die meisten Duovison-Filme haben nur einige Szenen in Duovision. Teilweise wurde die Duovisonsszenen bei Neuauflagen auf Video bzw. DVD herausgeschnitten, bzw. nur ein Bild wurde verwendet.

## Nachrichten
Bei Interviews oder Diskussionen, bei denen sich die Teilnehmer an unterschiedlichen Orten aufhalten, werden sie teilweise in einem Bild zusammengeschnitten.

## Sportübertragungen
Bei Darts-Übertragungen wird ein Split Screen eingesetzt, um gleichzeitig den Spieler und die Scheibe zeigen zu können.
Eine neuere Anwendung findet der Split Screen bei Live-Sportübertragungen; die hier verwendete so genannte Split-Screen-Werbung zeigt zum überwiegenden Teil die Werbefilme, während in einer Ecke weiterhin die Sportsendung gezeigt wird.

## Computerspiele
Bei Computerspielen wird der Split Screen als eine Lösung eingesetzt, um im Mehrspielermodus mehrere Spieler gleichzeitig an einem Gerät und einem Bildschirm spielen lassen zu können und doch jedem sein eigenes Spielfeld zur Verfügung zu stellen, in dem er agieren kann und dessen Blickwinkel er unabhängig von anderen Spielern beeinflussen kann.
Dabei wird der Bildschirm je nach Format des Bildschirms getrennt. Bei 5:4- und 4:3-Geräten gibt es die horizontale Teilung, bei 16:10 und 16:9 meist eine vertikale. Jede Bildschirmhälfte wird einem Spieler zugeteilt, dabei spielen aber beide Spieler dasselbe Spiel.
Diese Technik ist im Konsolenbereich, besonders bei Ego-Shootern und Rennspielen, sehr weit verbreitet.
Eine andere Variante wird dazu eingesetzt, den Bildschirm für einen einzelnen Spieler in zwei grundverschiedene Bereiche zu teilen, beispielsweise einen farbigen Bereich in Einzelpunktgrafik mit der eigentlichen Spielwelt und einen im Textmodus, der nur der Anzeige von Spielständen und anderen Statusinformationen dient. Bei geeigneter Implementierung (beispielsweise über einen Rasterzeileninterrupt oder den Copper des Amiga) kann der zweite Bereich einen ganz anderen, einfacheren Grafikmodus aufweisen, so dass er weniger Ressourcen an Speicherplatz und Zeit verbraucht, beim aktualisierenden Beschreiben weniger Zeit erfordert und dadurch einfach schneller arbeitet.
Das Paradebeispiel einer narrativen Nutzung des Split-Screen-Verfahrens in PC- und Videospielen ist das von Kritikern hoch gelobte Spiel Fahrenheit. Der Spieler steuert seine Figur in einem der Fenster, während er zeitgleich die Aktionen anderer Figuren beobachtet. Das Verfahren wird, wie in der TV-Serie 24, hauptsächlich zur Erzeugung von Spannung eingesetzt. Zum Beispiel muss der Spieler aus einem Gebäudekomplex fliehen und sieht dabei gleichzeitig, wie ein Polizeibeamter sich der Wohnung des Protagonisten nähert.

## Anzeigegeräte
Einige Monitore, zum Beispiel Fernsehgeräte, aber insbesondere Überwachungsmonitore, bieten die Möglichkeit, gleichzeitig verschiedene, ständig aktualisierte Quellen oder sequentiell die Kanäle eines Empfängers anzuzeigen. Hier erfolgt die Aufteilung meist quadratisch mit gleichem Seitenverhältnis, also zum Beispiel 2×2 4:3-Bilder auf einer 4:3-Anzeige oder 3×3 16:9-Bilder auf einem 16:9-Gerät. Mehr als 25 (5×5) oder maximal 36 (6×6) Bilder gleichzeitig sind dabei nicht sinnvoll. Unterscheiden sich Seitenverhältnis der Signale und des Anzeigegerätes, kommen auch nicht quadratische Aufteilungen in Betracht, zum Beispiel 4×3 4:3-Bilder auf einem 16:9-Gerät oder 3×4 16:9-Bilder auf einem 4:3-Gerät. Auch asymmetrische Aufteilung ist möglich, zum Beispiel ein großes 4:3-Bild (2/3-Breite) neben drei kleinen übereinander (1/3-Breite) in einem 16:9-Rahmen.